# Bitva o Ržev
Bitva o Ržev či první rževská bitva byla krvavá vojenská operace východní fronty druhé světové války, která probíhala od 8. ledna 1942 do 31. března 1943. Spolu s druhou rževskou bitvou, nazvanou jako operace Mars, se těmto bojům říká „Rževský mlýnek na maso“ ("Ржевская мясорубка").

## Průběh bojů

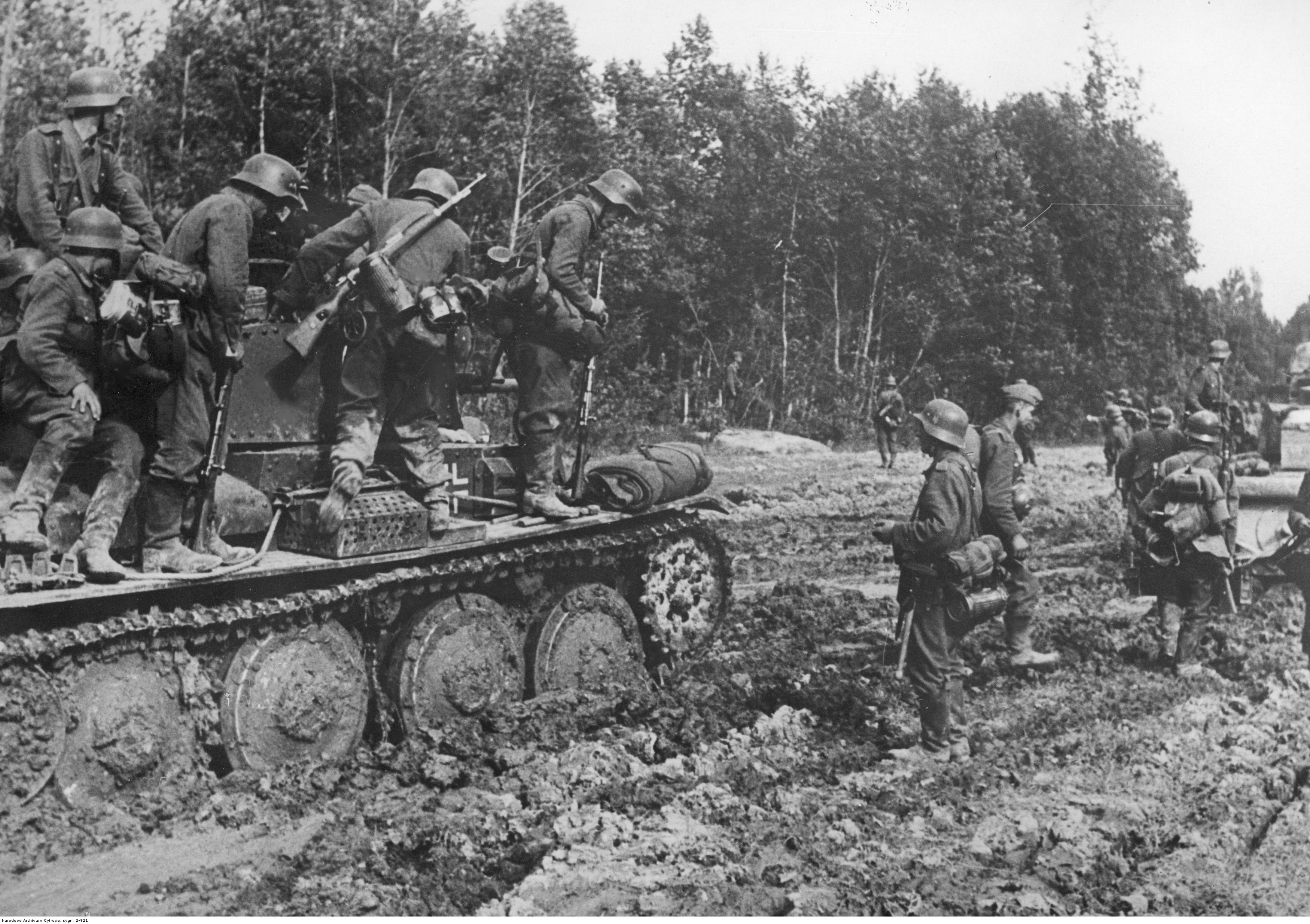
Německé jednotky na frontě u Rževu

Po bitvě u Moskvy a sovětském protiútoku byla německá vojska na přelomu let 1941 a 1942 zatlačena na západ. U měst Ržev a Vjazma vznikl výběžek, který Rudá armáda při této ofenzívě nezlikvidovala. Ten byl postupně stále více opevňován, aby odolal sovětskému tlaku. 30. července zahájila sovětská vojska ofenzívu, která měla Němce z tohoto prostoru vytlačit. Dosáhla sice dílčích úspěchů, ovšem po krvavých bojích byla akce 1. října ukončena.
Ztráty se nepodařilo nikdy objektivně vyčíslit. První rževské bitvy se účastnilo kolem 500 tisíc sovětských vojáků, z nichž 300 tisíc padlo, německé ztráty byly nižší.[zdroj?]